# CSN2
CSN2‏ (Casein beta) هوَ بروتين يُشَفر بواسطة جين CSN2 في الإنسان.